# Uranophora nigrorufa
Uranophora nigrorufa är en fjärilsart som beskrevs av Rothschild 1912. Uranophora nigrorufa ingår i släktet Uranophora och familjen björnspinnare. Inga underarter finns listade i Catalogue of Life.